# Nico de Jaeger
Nicolaas Johannes Leopold (Nico) de Jaeger (Bergen op Zoom, 16 december 1939 – Breda, 19 juli 1998) was een Nederlands politicus van het CDA.
Hij was voorzitter van het district Noord-Brabant van het CNV en daarnaast lid van gemeenteraad van Eindhoven voor hij in november 1985 burgemeester van Rijsbergen werd. Als vakbondsman pleitte hij voor hogere lonen, maar in zijn bestuurlijke nevenfuncties stelde hij zich op als een op de loonkosten beknibbelende werkgever. 
Op 1 januari 1997 ging Rijsbergen op in de gemeente Zundert waarmee zijn functie kwam te vervallen. Anderhalf jaar later overleed hij op 59-jarige leeftijd.